# Tsunâmi meteorológico
Um meteotsunâmi ou tsunâmi meteorológico é um fenômeno de ondas de origem meteorológica semelhante aos tsunâmis. Tsunâmis e meteotsunâmis se propagam na água da mesma forma e possuem a mesma dinâmica costeira. Em outras palavras, para um observador na costa, onde atinge, os dois tipos pareceriam o mesmo. A diferença está apenas em sua origem.
Estes tipos de ondas são comuns em todo o mundo e são mais conhecidas pelos seus nomes locais: rissaga (em catalão), milghuba (em maltês), marrobbio (em italiano), abiki (em japonês).

## No Brasil
No dia 14 de março de 2020 foi registrado um tsunâmi meteorológico na Praia do Cassino no estado do Rio Grande do Sul. O mesmo evento natural ocorreu em 2016 e atingiu cerca de vinte municípios no estado de Santa Catarina, causando inúmeros estragos.